# Andres Kasekamp
Andres Ilmar Kasekamp (Toronto, 7 dicembre 1966) è uno storico canadese e, dal 2000, direttore dell'Istituto di politica estera estone (in estone Eesti Välispoliitika Instituut).
Professore di politica baltica all'Università di Tartu, in Estonia, dal 2004, è stato presidente del Consiglio di amministrazione della Open Estonia Foundation dal 2004 al 2008. Il suo ambito di ricerca storiografico si concentra essenzialmente sullo studio delle formazioni politiche storiche di estrema destra e sulla storia contemporanea dei Paesi baltici.
Laureatosi presso l'Università di Toronto, nel 1996 ha conseguito un dottorato di ricerca in storia presso la School of Slavonic and East European Studies di Londra, che oggi fa parte dello University College cittadino. È stato Visiting Professor presso l'Università di Toronto e la Università Humboldt di Berlino. Nel 2002-2005 è stato redattore del Journal of Baltic Studies, una rivista che si occupa principalmente della pubblicazione di articoli accademici relativi ai Paesi baltici.
Il suo libro The Radical Right in Interwar Estonia è stato il primo testo completo sulla politica estone degli anni Trenta del Novecento. L'opera concentra principalmente sulla storia della Confederazione Estone dei Combattenti per la Libertà.
Nel 2010 Kasekamp ha pubblicato un altro importante testo, A History of the Baltic States, con Palgrave Macmillan come casa editrice.